# Prisad, Dobrici
Prisad (în bulgară Присад, în română Haslageachioi) este un sat în comuna Gheneral-Toșevo, regiunea Dobrici, Dobrogea de Sud, Bulgaria. 
Între anii 1913-1940 a făcut parte din plasa Casim a județului Caliacra, România.

## Demografie
Componența etnică a satului Prisad
     Turci (3,29%)
     Bulgari (15,76%)
     Romi (80%)
     Nicio identificare (0,94%)
La recensământul din 2011, populația satului Prisad era de 425 locuitori. Din punct de vedere etnic, majoritatea locuitorilor (80%) erau romi, existând și minorități de bulgari (15,76%) și turci (3,29%). Pentru 0,94% din locuitori nu este cunoscută apartenența etnică.